# NGC 5681
NGC 5681 este o galaxie spirală situată în constelația Boarul. A fost descoperită în 1 mai 1865 de către Heinrich Louis d'Arrest. Se află la o distanță de 114,75 megaparseci de Pământ.